# Жак Поос
Жак Поос (фр. Jacques Poos, 3 червня 1935, Люксембург — 19 лютого 2022, там само) — люксембурзький політик.

## Біографія
Народився 3 червня 1935 р. в Люксембурзі. Жак Поос є кваліфікованим економістом. У 1961 р. став доктором економічних наук, коли закінчив Університет Лозанни. Після закінчення університету він розпочав свою державну службу у Міністерстві економіки, а пізніше, з 1962 до 1964 рр., працював статистом у Люксембурзі. 

Жак Поос є членом Соціалістичної робітничої партії Люксембургу. 

У 2003 році Ж. Поос отримав почесний ступінь доктора права Афінського Університету «Пантеон». Між 1964 і 1976 рр. він був директором і головним редактором другого за величиною соціал-демократичного видання у Люксембурзі - щоденної газети «Тагеблатт» (Tageblatt) в Еш-зур-Альцетте (Esch-sur-Alzette). У цей же період він також став членом міської ради Еш-зур-Альцетте.

## Політична кар'єра
У липні 1976 року Жак Поос був призначений міністром фінансів. 

З 1976 до 1979 рр. Жак Поос був керівником Всесвітнього банку, Міжнародного валютного фонду та Європейського інвестиційного банку. З 1980 до 1982 рр. він був членом ради Континентального банку Люксембурга, а протягом наступних двох років (1982-1984 рр.) був членом виконавчого комітету Paribas. 

Як міністр закордонних справ Люксембургу Жак Поос був головою Ради Європейського союзу три рази: 1985 р., 1991 р. і 1997 р. 

Жак Поос був заступником прем'єр-міністра і міністром закордонних справ, зовнішньої торгівлі та розвитку спочатку у складі уряду Жака Сантера (Jacques Santer, у період з 1984 по 1995 рр.), потім в уряді Жана-Клода Жанкера (Jean-Claude Juncker, у період з 1995 по 1999 рр.).
У 1991 р. Жак Поос був одним з учасників переговорів щодо Бріонської угоди, якою закінчилась десятиденна війна в Словенії. У травні того ж року, на шляху до початку переговорів, після висадки з літака, він заявив: «Час Європи відкрився».
У 1999 р. Жак Поос покинув уряд і був обраний членом Європейського парламенту, де він посів місце у Комітеті закордонних справ, прав людини, спільної політики безпеки та оборони. Жак Поос був розробляв план вступу Кіпру до ЄС.
У 2004 р. він пішов з політичної арени.

## Життя поза політикою
Жак Поос після закінчення активної політичної діяльності перейшов у суспільну та ділову сферу, як член рад директорів різних національних і міжнародних організацій і компаній. Зокрема, він є членом ради директорів «БНП Парібас» (BNP Paribas, Люксембург) та ради директорів міжнародного аеропорту Афін. Також Жак Поос є членом ради директорів міжнародного аеропорту Афін «Елефтеріос Венізелос» СА («Eleftherios Venizelos» S.A.).
З 2006 р. Ж. Поос є членом Ради Центрального банку Люксембургу.
Він був членом ради директорів Депфа банку (Depfa Bank) з 2002 р. до 2007 р. Жак Поос був виконавчим директором Парібас банку («Banque Paribas SA», Люксембург).